# Peróxido diterbutílico
Peróxido diterbutílico (PDTB) es un compuesto orgánico constituido por un grupo peróxido ligado a dos grupos terbutilos. Es uno de los peróxidos orgánicos más estables, debido a que los grupos de terbutilo son masivos. Es un líquido incoloro.

## Reacciones
El enlace peróxido se homoliza a temperaturas >100 °C. Por esta razón el peróxido diterbutílico se usa comúnmente como un iniciador radical en síntesis orgánica y en química de polímeros. La reacción de descomposición procede vía la generación de radicales de metilo.
(CH3)3COOC(CH3)3  →   2 (CH3)3CO.
(CH3)3CO.   →   (CH3)2CO  +  CH3.
2 CH3.   →   CH3-CH3
Principalmente, el PDTB se puede usar en motores donde el oxígeno sea limitado, ya que aquella molécula provee el oxidante y el combustible.

## Toxicidad
El PDTB es un irritante nasal, ocular y dérmico. Además es inflamable, por lo cual se le ha de manejar con cuidado.

## Vésae también
- Hidroperóxido terbutílico